# Campbell Brown
Colin Campbell Brown (Economy, 19 febbraio 1876 – Brookline, 21 febbraio 1951) è stato un golfista statunitense.

## Carriera
Brown partecipò al torneo individuale di golf ai Giochi olimpici di Saint Louis 1904, in cui giunse quarantaduesimo a pari merito con Henry Case e Edgar Davis.